# Getande doosschildpad
De getande doosschildpad (Pelusios sinuatus) is een schildpad uit de familie pelomedusa's (Pelomedusidae).

## Naam en indeling
De wetenschappelijke naam van de soort werd voor het eerst voorgesteld door Andrew Smith in 1838. Oorspronkelijk werd de wetenschappelijke naam Sternotherus sinuatus gebruikt en de soort werd lange tijd tot het geslacht van de muskusschildpadden (Sternotherus) gerekend. De soortaanduiding sinuatus betekent vrij vertaald 'gegolfd' en slaat op de vorm van de opstaande kiel op het midden van het rugschild.

## Uiterlijke kenmerken
De schildpad kan een schildlengte bereiken van 48,5 centimeter en een gewicht bereiken tot vijf kilo, het is hiermee de grootste vertegenwoordigers van de Afrikaanse doosschildpadden. Het rugschild is bolvormig maar is wat afgeplat op het midden. Het rugschild is het breedst aan de achterzijde en draagt een lage, onregelmatige kiel op de wervelschilden een tot en met vier. Het supracaudaalschild is gepaard, een nuchaalschild ontbreekt. De kleur van het rugschild is grijs tot donkergrijs, de naden tussen de schildplaten zijn vaak lichter van kleur. Tussen het buik- en het rugschild zijn kleine okselschilden aanwezig. Het buikschild is goed ontwikkeld maar sluit niet helemaal aan op het rugschild. De kleur van het buikschild is geel tot oranje met een zwarte rand aan de buitenzijde. Ook de verbinding tussen buik- en rugschild en de onderzijde van de marginaalschilden hebben een zwarte kleur. De plastronformule is als volgt: abd > fem > intergul >< an > hum > gul >< pect.
De kop is breed en afgeplat, de snuitpunt is spits van vorm. De kleur van de kop is bruin tot grijs, de nek en keel zijn geel van kleur. Onder de kin zijn twee baarddraden aanwezig. De schildkleur van juvenielen is bruin maar oudere dieren krijgen een zwart rugschild, waarbij de randen tussen de hoornplaten geel worden. Bij de jonge dieren is een goed ontwikkelde kiel aanwezig op het rugschild die grotendeels verdwijnt naarmate de dieren ouder worden. Op het rugschilden zijn duidelijke groeiringen zichtbaar die het schild een ruw oppervlak geven. De marginaalschilden zijn aan de achterzijde voorzien van puntige uitsteeksels, ook dit kenmerk verdwijnt met de jaren. Mannetjes zijn van vrouwtjes te onderscheiden door een langere en dikkere staart en een iets holler buikschild.

## Levenswijze
De getande doosschildpad is grotendeels carnivoor; op het menu staan amfibieën, vissen en hun eieren en larven en ongewervelde dieren zoals slakken, insecten, wormen, waterplanten en in het water gevallen fruit. Daarnaast is waargenomen dat de schildpad teken eet die zich op de huid van in het water levende zoogdieren manifesteren.
De vrouwtjes zetten de eieren af in de zomer na een vochtige periode. Het legsel bestaat uit zeven tot 25 eieren die een witte kleur hebben en een zachte schaal. De eieren zijn ongeveer 43 millimeter lang en 254 mm breed.

## Verspreiding en habitat
De soort komt voor in delen van Afrika en leeft in de landen Congo-Kinshasa, Somalië, Kenia, Tanzania, Mozambique, Ethiopië, Botswana, Zuid-Afrika, Zimbabwe, Malawi, Zambia, Soedan. De habitat bestaat uit grote en permanente wateren zoals rivieren en meren. De soort is aangetroffen op een hoogte van ongeveer 1500 meter boven zeeniveau.